# Вучипоље (Грачац)
Вучипоље је насељено мјесто у општини Грачац, југоисточна Лика, Република Хрватска.

## Географија
Вучипоље је удаљено око 7 км југоисточно од Грачаца, на државном путу према Книну.

## Историја
Вучипоље се од распада Југославије до августа 1995. године налазило у Републици Српској Крајини.

## Становништво
Према попису из 1991. године, насеље Вучипоље је имало 66 становника, међу којима је било 64 Срба и 2 осталих. Према попису становништва из 2001. године, Вучипоље није имало становника. Према попису становништва из 2011. године, насеље Вучипоље је имало 1 становника.
| Националност       | 1991. | 1981. | 1971. | 1961. |
| Срби               | 64    | 119   | 170   | 268   |
| Југословени        |       | 14    |       |       |
| Хрвати             |       | 1     | 2     | 3     |
| Муслимани          |       |       | 1     |       |
| остали и непознато | 2     | 1     |       | 1     |
| Укупно             | 66    | 135   | 173   | 272   |

| Демографија | Демографија | Демографија |
| Година      | Становника  | Становника  |
| ----------- | ----------- | ----------- |
| 1961.       | 272         |             |
| 1971.       | 173         |             |
| 1981.       | 135         |             |
| 1991.       | 66          |             |
| 2001.       | 0           |             |
| 2011.       |             | 1           |

## Српска презимена
- Кесић – православци, славе Ђурђевдан
- Дробац – православци, славе Ђурђевдан

## Знамените личности
- Петар Кесић, народни херој Југославије